# 1. коњичка дивизија (Краљевина Југославија)
Прва коњичка дивизија Краљевске југословенске војске основана је 1921. године, убрзо након стварања Краљевине Срба, Хрвата и Словенаца, која је 1929. године постала Краљевина Југославија. У мирно време састојала се од два штаба коњичке бригаде која су командовала са укупно четири пука. Била је део југословенске 1. армијске групе током осовинске инвазије на Југославију у Другом светском рату у априлу 1941. године, са ратном организацијом која је навела један штаб коњичке бригаде који је командовао два или три пука, као и јединице за борбу и подршку на нивоу дивизије.
Заједно са остатком Краљевске југословенске војске, 1. коњичка дивизија почела је мобилизацију 3. априла 1941. након државног удара. Три дана касније, пошто мобилизација није завршена, Немци су започели ваздушни поход и низ прелиминарних операција против југословенских граница. До краја следећег дана, штаб дивизијске коњичке бригаде и сви коњички пукови дивизије били су издвојени за дежурство са осталим формацијама 1. армијске групе. Дивизијски штаб и јединице дивизијског нивоа остали су у околини Загреба до 10. априла, када су добили наређење да успоставе одбрамбену линију југоисточно од Загреба дуж реке Саве, уз подршку пешадије и артиљерије. Дивизија је тек почела да се размешта за овај задатак када је немачка 14. тенковска дивизија заузела Загреб. Дивизијски штаб и све придружене јединице су затим заузеле наоружане хрватске групе пете колоне, или су се предале немачким трупама.
- 1. коњичка дивизија означена црвеном 10 око Загреба
- Немачки напади у плавом

## Позадина
Краљевина Срба, Хрвата и Словенаца настала је спајањем Србије, Црне Горе и јужнословенских подручја Аустроугарске 1. децембра 1918. године, непосредно након Првог светског рата. За одбрану нове државе основана је Војска Краљевине Срба, Хрвата и Словенаца. Настао је око језгра победничке Краљевске српске војске, као и оружаних формација подигнутих у регионима које је раније контролисала Аустроугарска. Многи бивши аустроугарски официри и војници постали су припадници нове војске. Од самог почетка, као и у другим аспектима јавног живота у новој краљевини, војском су доминирали етнички Срби, који су је видели као средство за обезбеђивање политичке хегемоније за велику српску мањину.
Развој војске је био ометен лошом економијом краљевства, а то се наставило и током 1920-их. Краљ Александар је 1929. године променио име државе у Краљевина Југославија, када је војска преименована у Краљевску југословенску војску). Војни буџет је остао тесан, а како су тензије расле широм Европе током 1930-их, постало је тешко обезбедити оружје и муницију из других земаља. Сходно томе, у време када је избио Други светски рат у септембру 1939, ВКЈ је имала неколико озбиљних слабости, које су укључивале ослањање на теглеће животиње за транспорт и величину њених формација. Ове карактеристике су резултирале спорим, незграпним формацијама, а неадекватно снабдевање оружјем и муницијом значило је да су чак и веома велике југословенске формације имале ниску ватрену моћ. Генерали који су боље одговарали рововском рату у Првом светском рату били су комбиновани са војском која није била ни опремљена ни обучена да се одупре брзом приступу комбинованим оружјем који су Немци користили у својим инвазијама на Пољску и Француску.
Слабости ВКЈ у стратегији, структури, опреми, мобилности и снабдевању су погоршане озбиљним етничким нејединством унутар Југославије, које је резултат недостатка политичког легитимитета који је остварила централна власт. Покушаји да се реши нејединство дошло је прекасно да би се осигурало да ВКЈ буде кохезивна снага. Активност пете колоне је такође била озбиљна забринутост, не само хрватских националистичких усташа, већ и словеначке и етничке немачке мањине у земљи.

## Формирање и састав

### Мирнодопска организација
1. коњичка дивизија је била коњичка формација која је основана убрзо након стварања Краљевине СХС и била је део војног поретка озваниченог 1921. године, а тада се састојала од четири пука. Према прописима ВКЈ 1935. године, 1. коњичка дивизија је у мирнодопским временима била са седиштем у Загребу, а била је под контролом Коњичке команде у Београду, као и 2. коњичка дивизија, која се налазила у југоисточној Југославија у Нишу. Јединице дивизије биле су попуњене мешавином сталног и хонорарног особља. У мирно време у саставу 1. коњичке дивизије су били:
- Штаб 1. коњичке бригаде у Чаковцу код Загреба
- Штаб 2. коњичке бригаде у Суботици у Банату северно од Београда
- 2. коњички пук, са седиштем у Вировитици на Драви у Славонији
- 3. коњички пук, са седиштем у Суботици
- 6. коњички пук, са седиштем у Загребу
- 8. коњички пук, са седиштем у Чаковецу

### Ратна организација
Ратна организација Краљевске југословенске војске утврђена је прописима донетим 1936–1937, којима је уведена обавеза подизања треће коњичке дивизије за ратну службу. Јачина коњичке дивизије била је 6.000–7.000 људи. Теоријско ратно оснивање потпуно мобилисане југословенске коњичке дивизије било је:
- штаб и штабна чета
- коњичка бригада која се састоји од 2 или 3 коњичка пука
- артиљеријски батаљон од четири батерије, од којих је једна била моторизована и опремљена 47 mm (1,9 in) противтенковске топове
- пешадијски батаљон на бициклима са три стрељачке и једном митраљеском четом
- ескадрила за везу
- ескадрила за премошћавање опремљена понтонима
- вод хемијске одбране
- дивизијски коњички батаљон који се састоји од два коњичка ескадрона, митраљеског ескадрона, инжењерског ескадрона и бициклистичке чете
- логистичке јединице, укључујући транспортни батаљон

Сваки коњички пук требало је да се састоји од четири коњичка ескадрона, митраљеског ескадрона и инжењерског ескадрона. Непосредно пре рата, учињен је неуспешан покушај да се моторизује 1. коњичка дивизија, али је то заустављено недостатком моторног транспорта и дивизија је углавном остала коњска формација све време свог постојања. 1. коњичка дивизија такође никада није била опремљена планираном моторизованом противоклопном батеријом, а дивизијски артиљеријски батаљон је у великој мери био опремљен комадима из Првог светског рата. Две мирнодопске компоненте дивизије, штаб 2. коњичке бригаде и 3. коњички пук, биле су предвиђене да се придруже другим формацијама када буду мобилисане, па је примарна борбена формација 1. коњичке дивизије била 1. Коњичке бригаде, командујући 2, 6. и 8. коњичким пуком.

## План распоређивања
У случају рата, југословенски планери су видели 1. коњичку дивизију као резерву за 1. армијску групу. 1. армијска група је била одговорна за одбрану северозападне Југославије, при чему је потчињена 4. армија бранила источни сектор дуж мађарске границе, а 7. армија стационирана дуж немачке и италијанске границе. 1. коњичка дивизија требало је да се распореди око Загреба. Десно од 4. армије налазила се 2. армија 2. групе армија, граница је ишла источно од Слатине преко Пожеге према Бања Луци, а на левом крилу 7. армије Јадранску обалу бранила је Команда обалске одбране. Југословенски одбрамбени план предвиђао је да је 1. група армија распоређена у кордону, 4. армија иза реке Драве између Вараждина и Слатине и 7. армија дуж граничног рејона од Јадрана на западу до Горње Радгоне године на исток. Планери су проценили да ће коњичким формацијама бити потребно четири до седам дана да се мобилишу.

## Мобилизација
Након неумољивог притиска Адолфа Хитлера да се придружи силама Осовине, Југославија је 25. марта 1941. потписала Тројни пакт. Два дана касније, војним ударом је свргнута влада која је потписала пакт, а нова влада је формирана под командантом Ратног ваздухопловства Краљевске југословенске војске, Армијским ђенералом Душаном Симовићем. Нова влада је расписала општу мобилизацију тек 3. априла 1941. из страха да не увреди Хитлера и тиме убрза рат. Истог дана када је дошло до пуча, Хитлер је издао Фирерову Директиву 25, која је позивала да се Југославија третира као непријатељска држава; 3. априла издата је Фирерова директива 26, у којој је детаљно описан план напада и командна структура за инвазију, која је требало да почне 6. априла.
Према речима југословенског историчара Велимира Терзића, 6. априла мобилизација дивизије текла је споро због малог броја војних обвезника који су се јавили на дужност и лошег обезбеђења животиња и возила. Велики део снаге дивизије био је намењен за одвајање једној од формација 4. армије, одреду Ормозки.
Командант 1. коњичке дивизије био је дивизијски ђенерал Драгослав Стефановић. Док су се дивизијски штаб и друге јединице дивизијског нивоа мобилисале у Сесветама код Загреба, за команду Ормозког одреда одређен је штаб 1. коњичке бригаде, а такође су били 6. и 8. коњички пук и дивизијски артиљеријски батаљон додељен тој формацији. Тиме су главни борбени елементи дивизије свели на један коњички пук (2.), који је мобилисао у Вировитици. Остатак резерве 1. групе армија чинио је самостални артиљеријски батаљон који се мобилисао у Загребу и 110. пјешадијски пук који се кретао у Загреб из Цеља, на удаљености од 114 km (71 mi) на северозападу. До раног јутра 6. априла 1941. када је почела инвазија, 110. пук је стигао до Зиданог Моста, још око 90 km (56 mi) . из Загреба.

## Операције
Лишена већине својих потчињених јединица, 1. коњичка дивизија остала је у резерви код Загреба током првих неколико дана борби. Дана 10. априла, због критичне ситуације на фронту 4. армије, дивизија је упућена да преузме под своју команду 110. пешадијски пук и самостални артиљеријски батаљон и брани се од прелаза од 110 km деоница реке Саве између Јасеновца и Загреба, прикупљајући заостале и организујући отпор. Ова наређења су брзо преузета брзим напредовањем 14. тенковске дивизије до Загреба када је избила са свог мостобрана преко реке Драве код Закања на мађарској граници. До 19:30 10. априла, водећи елементи 14. тенковске дивизије стигли су до предграђа Загреба, покривајући скоро 160 km у једном дану. Наоружане усташке групе пете колоне и немачке трупе разоружале су дивизију и њене придружене јединице пре него што су успеле да успоставе било какву кохерентну одбрану дуж Саве.
Дана 15. априла примљена су наређења да је договорен прекид ватре и да све трупе ВКЈ треба да остану на месту и да не пуцају на немачко особље. После кашњења у проналажењу одговарајућих потписника документа о предаји, југословенска Врховна команда се безусловно предала у Београду са почетком у 12:00 часова 18. априла. Југославију је тада окупирала и распарчала Осовина; Немачка, Италија, Мађарска, Бугарска и Албанија су анектирали делове њене територије. Готово све хрватске припаднике дивизије одведене као ратне заробљенике Немци су убрзо пустили; 90 посто оних који су држани током рата били су Срби.

### Вебсајт
- Niehorster, Leo (2015a). „Balkan Operations Order of Battle Royal Yugoslavian Army 6th April 1941”. Leo Niehorster. Приступљено 4. 12. 2015.
- Niehorster, Leo (2015b). „Royal Yugoslav Armed Forces Ranks”. Leo Niehorster. Приступљено 7. 12. 2015.
- Niehorster, Leo (2015c). „Royal Yugoslavian Army Cavalry Division 6th April 1941”. Leo Niehorster. Приступљено 6. 12. 2015.